# Priscilla Meirelles de Almeida

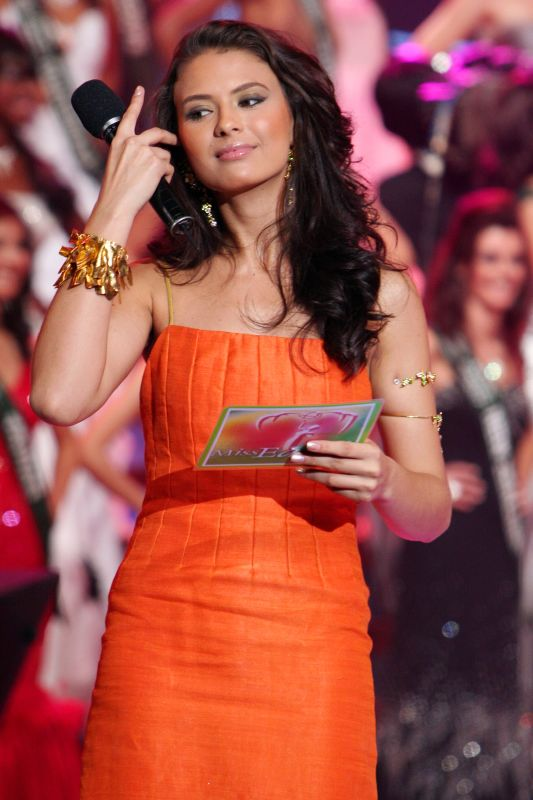
Priscilla Meirelles de Almeida

Priscilla Meirelles de Almeida (Manaus, Amazonas, Brazilië, 5 september 1983).
In 2003 won Almeida de Miss Brasil Globe verkiezing, nam namens Brazilië deel aan de Miss Globe International-verkiezing in Turkije en won de titel.
In 2004 won Almeida de Miss Amazonas-verkiezing en vertegenwoordigde ze de staat Amazonas bij de Miss Brasil-verkiezing. Daar behaalde ze de 5e plaats.
Later nam ze namens Amazonas deel aan de Beleza Brazil-verkiezing en won. De Beleza Brazil-titel gaf haar het recht om Brazilië te vertegenwoordigen bij Miss Earth 2004 in de Filipijnen en ze werd op 24 oktober 2004 in Quezon City gekroond tot Miss Earth 2004.
Met de overwinning van Almeida in Miss Earth 2004 was Brazilië het eerste land dat alle vier de grote missverkiezingen minstens een keer heeft gewonnen: Miss Universe, Miss World, Miss Earth en Miss International.